# Route nationale 578a
La route nationale 578a ou RN 578a était une route nationale française reliant Roiffieux à Lalouvesc. À la suite de la réforme de 1972, elle a été déclassée en RD 578a.

## Ancien tracé de Roiffieux à Lalouvesc (D 578a)
- Roiffieux
- Saint-Alban-d'Ay
- Satillieu
- Lalouvesc